# 신코촌
신코촌(信更村)은 나가노현 사라시나군에 설치되었던 촌이다. 현재의 나가노시에 해당한다.